# デンマークの県

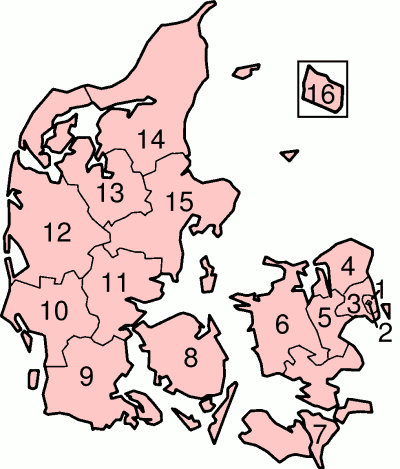
デンマークのアムトと自治市

本稿では2006年12月31日以前のデンマークの地方行政区画を説明する。
2006年12月31日まで、デンマークは13の県（デンマーク語：amter）とそれらに属する270の基礎自治体（kommuner）に分かれていた。加えて、3つの自治体（コペンハーゲン、フレデリスクベア、ボーンホルム）が県に属さずに存在した。2007年1月1日からは、県は5つの地域に、基礎自治体の数は98に再編された。
コペンハーゲンとフレデリスクベアは、県とは独立した自治体であった。コペンハーゲン県は、コペンハーゲン都市圏のうちでこの2市以外の自治体から成っていた。
ボーンホルム島は、もともと5つの自治体に分かれ、島全体が１つの県となっていた。2003年に統合されて「ボーンホルム地域自治体」となり、コペンハーゲンやフレデリスクベアと同じような地位となった。
グリーンランドとフェロー諸島もデンマーク領だが、大幅な自治が認められ、自治政府が置かれている。

## 県のリスト
| No | 地域名                           | 原語表記      |
| -- | -------------------------------- | ------------- |
| 1  | コペンハーゲン（ケーベンハウン） | København     |
| 2  | フレデリクスベア                 | Frederiksberg |
| 3  | コペンハーゲン県                 | København     |
| 4  | フレデリクスボー県               | Frederiksborg |
| 5  | ロスキレ県                       | Roskilde      |
| 6  | ヴェストシェラン県               | Vestsjælland  |
| 7  | ストーストレム県                 | Storstrøm     |
| 8  | フュン県                         | Fyn           |
| 9  | スナユラン県                     | Sønderjylland |
| 10 | リーベ県                         | Ribe          |
| 11 | ヴァイレ県                       | Vejle         |
| 12 | リンケービン県                   | Ringkjøbing   |
| 13 | ヴィボー県                       | Viborg        |
| 14 | ノーユラン県                     | Nordjylland   |
| 15 | オーフス県                       | Århus         |
| 16 | ボーンホルム                     | Bornholm      |